# ゲラニルファルネシル二リン酸シンターゼ
ゲラニルファルネシル二リン酸シンターゼ(geranylfarnesyl diphosphate synthase; GFDPSまたはGFPPS)はテルペノイドの合成に関わるプレニル基転移酵素の1つで、次の化学反応を触媒する酵素である。
ゲラニルゲラニル二リン酸 + イソペンテニル二リン酸 {\displaystyle \rightleftharpoons } 二リン酸 + (2E,6E,10E,14E)-ゲラニルファルネシル二リン酸
組織名はgeranylgeranyl-diphosphate:isopentenyl-diphosphate transtransferase (adding 1 isopentenyl unit)である。